# Anastasija Zaworotniuk
Anastasija Jurjewna Zaworotniuk (ros. Анастаси́я Ю́рьевна Заворотню́к; ur. 3 kwietnia 1971 w Astrachaniu, zm. 29 maja 2024 w Moskwie) – rosyjska aktorka telewizyjna i teatralna, prezenterka telewizyjna.

## Życie prywatne
W 2008 roku poślubiła łyżwiarza figurowego Petera Tchernysheva. Chorowała na nowotwór mózgu. Zmarła 29 maja 2024.

## Filmografia
- 2011: Biurowy romans-remake
- 2010: Amanda O.
- 2009: Gogol. Najbliższy
- 2009: Artefakt
- 2007: Szekspir by tego nie wymyślił
- 2007: Kod apokalipsy
- 2004-2008: Niania
- 2002: Naslednik
- 1993: Dashing couple
- 1991: Masha